# Hydria gudarica
Hydria gudarica is een vlinder uit de familie spanners (Geometridae). De wetenschappelijke naam is voor het eerst geldig gepubliceerd in 1983 door Dufay.
De soort komt voor in Europa.